# 松川村図書館
松川村図書館（まつかわむらとしょかん）は、長野県北安曇郡松川村の松川村多目的交流センター「すずの音ホール」内にある公共図書館である。

## 歴史

### すずの音ホール開館前(-2009)
1951年（昭和26年）には松川村立松川小学校の教室を用いて図書館（図書館法における「図書館」ではない）を開設した。1967年（昭和42年）には松川小学校の改築にともない、図書館は板取三軒家会館に移転した。同年には移動図書館サービスを開始している。1971年（昭和46年）には松川小学校の新校舎が竣工し、図書館は小学校内の保育所に移転した。
1973年（昭和48年）12月には松川村公民館の2階に図書室が設けられた。1987年（昭和62年）には松川村公民館図書室の蔵書数が約9,500冊となった。松川村公民館図書室は安曇野ちひろ美術館を経由して寄贈された児童書を多数所蔵していた。

### すずの音ホール開館後(2009-)
2009年（平成21年）5月20日には松川村多目的交流センター「すずの音ホール」の竣工記念式典が開催され。5月23日には「すずの音ホール」内に松川村図書館が開館した。これに先立って松川村は図書館条例を制定しており、図書館法に基づく公共図書館となった。長野県では66館目の公共図書館である。開館時の開館時間は平日が「9時-19時」、土日祝日が「9時-17時」であり、休館日は火曜・最終金曜日・年末年始・特別整理期間だった。
2010年度からは全国に先駆けて「ぬいぐるみの図書館お泊り会」を実施し、毎年同様のイベントを開催している。2016年度のシステム更新に合わせて読書手帳を導入した。

## 特色
2013年時点では50,000冊弱の蔵書の60%を児童図書が占めていた。2017年時点のデータによると、65,000冊強の蔵書の43%を児童図書と絵本が占めている。松川村図書館では各種イベントを行なっている。長野県の図書館としては2番目にナクソス・ミュージック・ライブラリー（クラシック音楽の配信サービス）を導入した。

### 住民参画

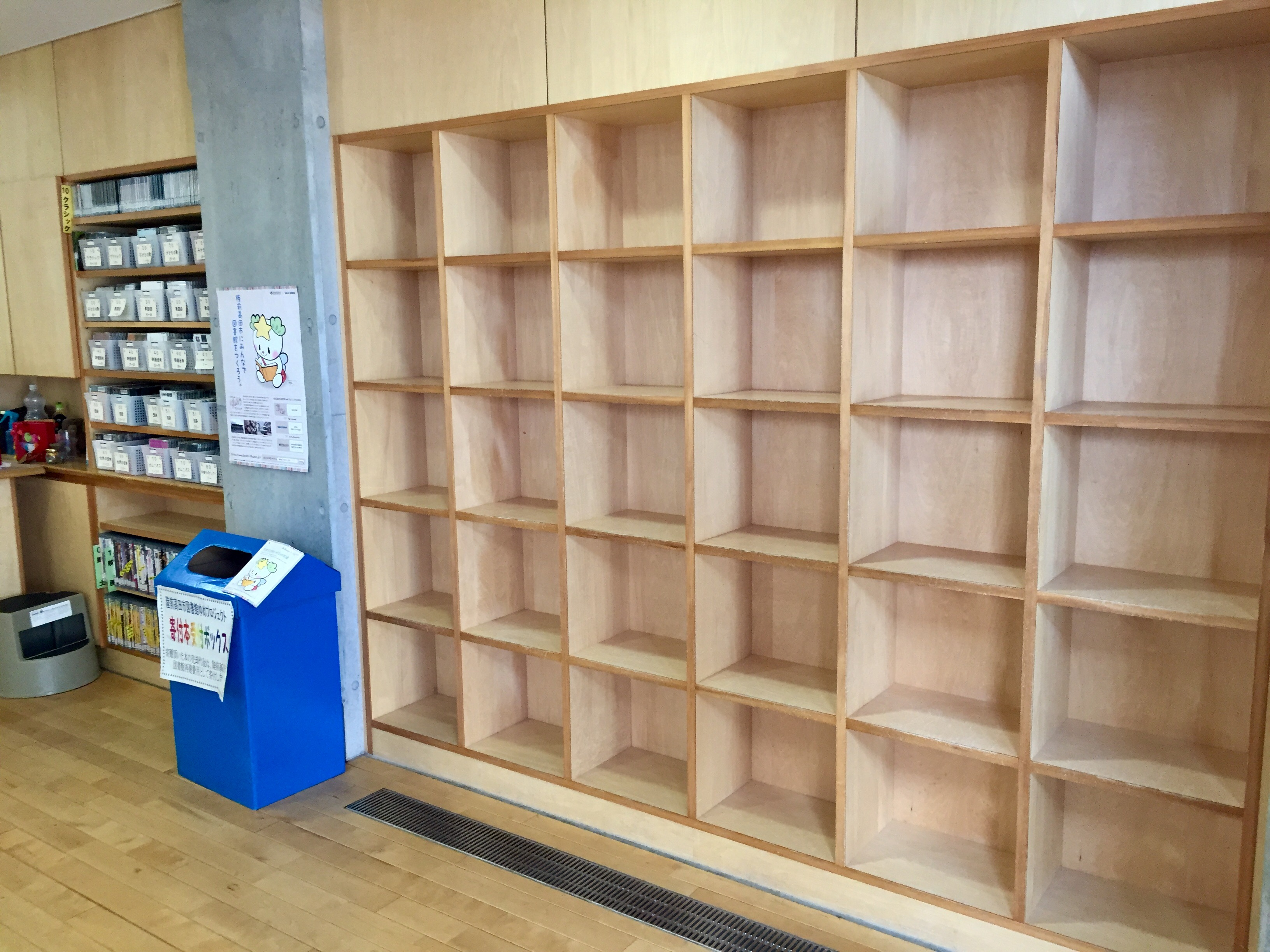
児童の来館を意識したランドセル置き場

松川村には長らく図書館が設置されなかったため、「無料で図書の貸出を行う場所」というイメージが定着していた。このため、松川村公民館図書室、松川村立松川小学校、松川村立松川中学校の計3人の司書を中心として図書館の役割を考え、「児童サービスを中心に据える」ことを決定した。図書館の入口脇にはランドセル置き場がある。比較的蔵書数が少ないため、0類から8類までは児童書と一般書を混配している。9類の棚ざし見出しには、著者名に加えて著者の顔写真とプロフィールを掲載している。
松川村多目的交流センター「すずの音ホール」の設計段階では、住民を主体とするワークショップを約3年間にわたって数十回も行った。先進図書館の視察、什器の選定、選書などにも多くの住民が関わっている。設計は龍環境計画。総工費は10億円。

### MLA連携

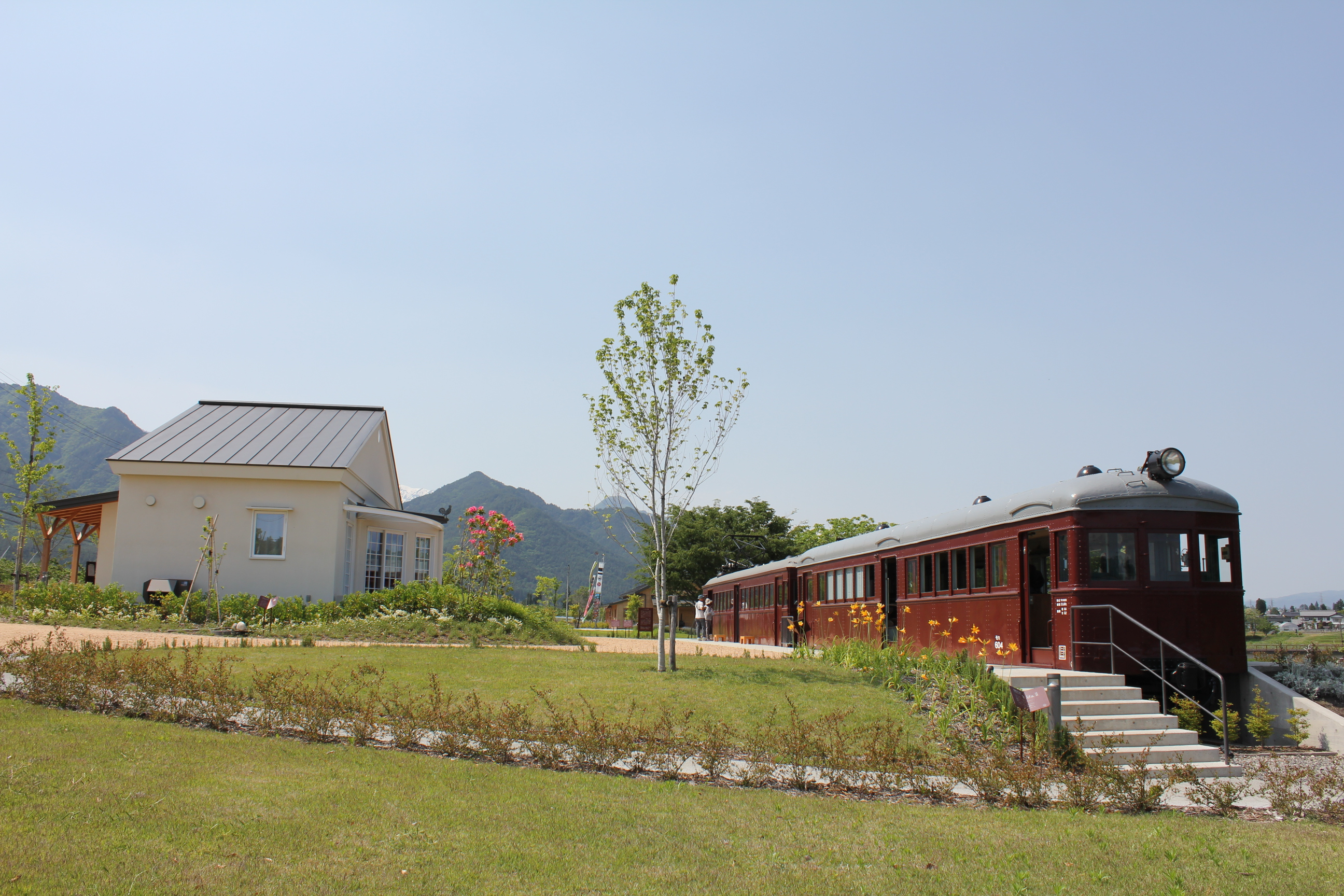
分室と位置付けられている安曇野ちひろ公園の「電車の図書室」

松川村内にある安曇野ちひろ美術館との連携を重視しており、図書館内には美術館の展覧会に合わせたコーナーが設置されている。ちひろ美術館で定期的に開催されているおはなし会に図書館長が参加しているほか、ちひろ美術館で企画展を開催した絵本作家を招いた講演会やワークショップを、ちひろ美術館と図書館で共催している。2016年（平成28年）には安曇野ちひろ公園のトットちゃん広場に「電車の図書室」が設置されたが、この図書室は松川村図書館の分室と位置付けられており、500冊の図書を閲覧することができる。「ぬいぐるみの図書館お泊り会」は「電車の図書室」でも行われている。

### 企画
- パタパタママおはなし会
  - 日時:毎週水曜日 午前10:30から
  - 場所:松川村図書館 おはなしのへや
- おはなしドンドン 〜子どもたちのおはなしかい会〜
  - 日時:不定期土曜日
  - 場所:松川村図書館 おはなしのへや
  - 内容:松川村内外の乳幼児、未就園児と保護者を対象とした読み聞かせ会。松川村内の読み聞かせグループ「ミックスドロップ」のメンバーによる絵本の読み聞かせ等が行われている。また、クリスマスにはサンタやツリーの絵がついた手作りのお土産を子どもたちにプレゼントしている。
- おとなのためのおはなし会
  - 日時：不定期土曜日
  - 対象：一般
  - 内容：会には、松川村と周辺市町村の複数の地域グループが出演している。語りの会や朗読の会、音楽の演奏などが行われている。

## 利用案内
- 開館時間[12]

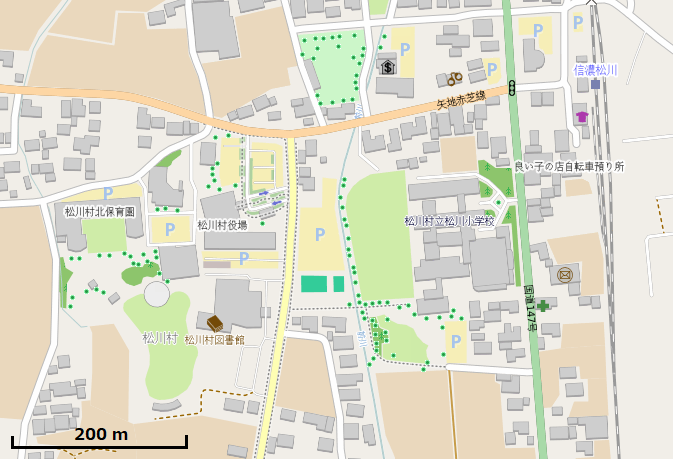
松川村中心部

  - 月曜日、水曜日～金曜日 : 9時～19時
  - 土曜日・日曜日・祝日 : 9時～17時
- 休館日[12]
  - 火曜日、年末年始、館内整理日（毎月最終金曜日）、特別整理期間
- 貸出冊数・貸出期間[12]
  - 図書 : 5冊まで2週間
  - 視聴覚資料 : 3点まで1週間

## ギャラリー

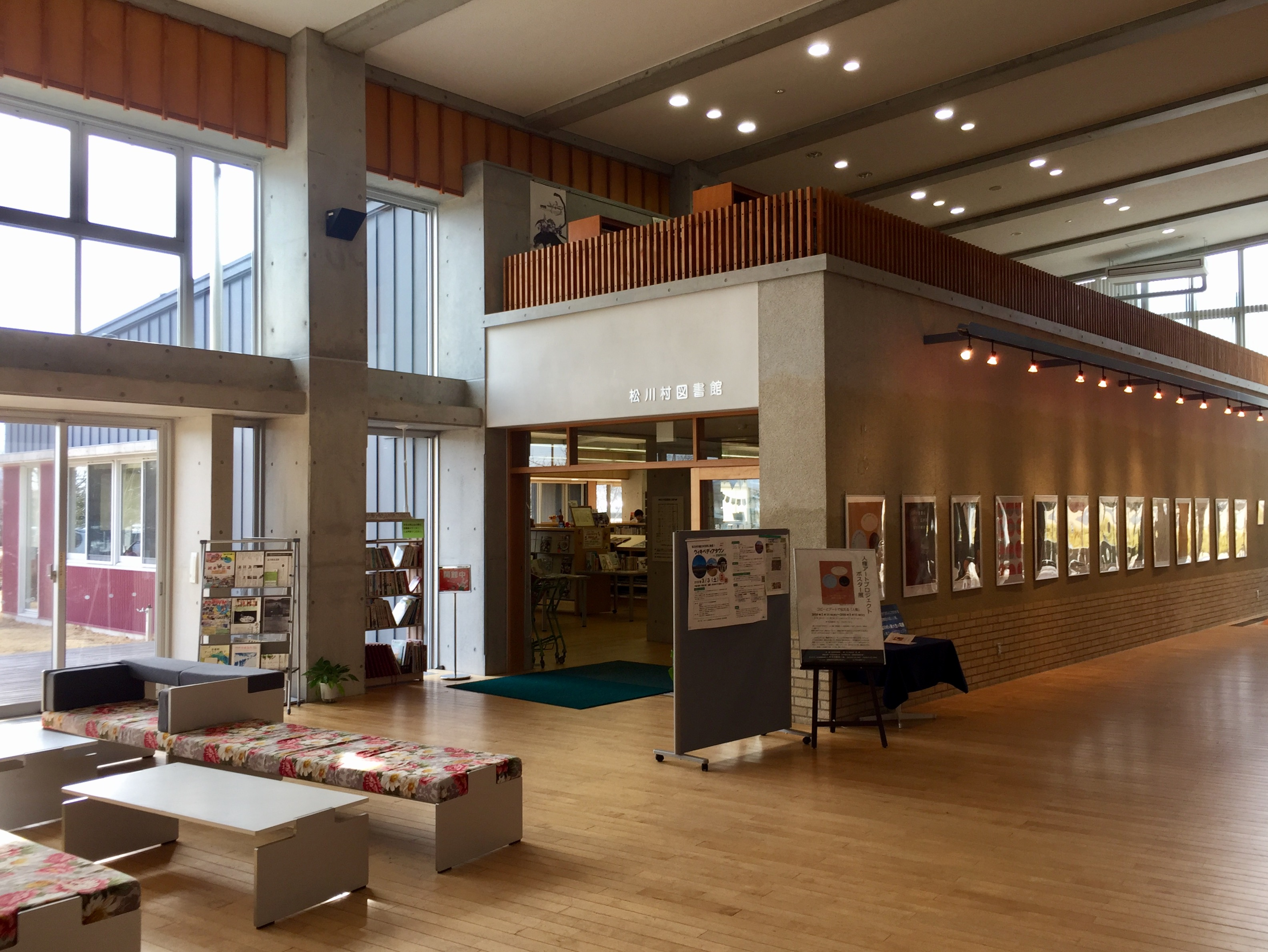
すずの音ホールにある図書館入口
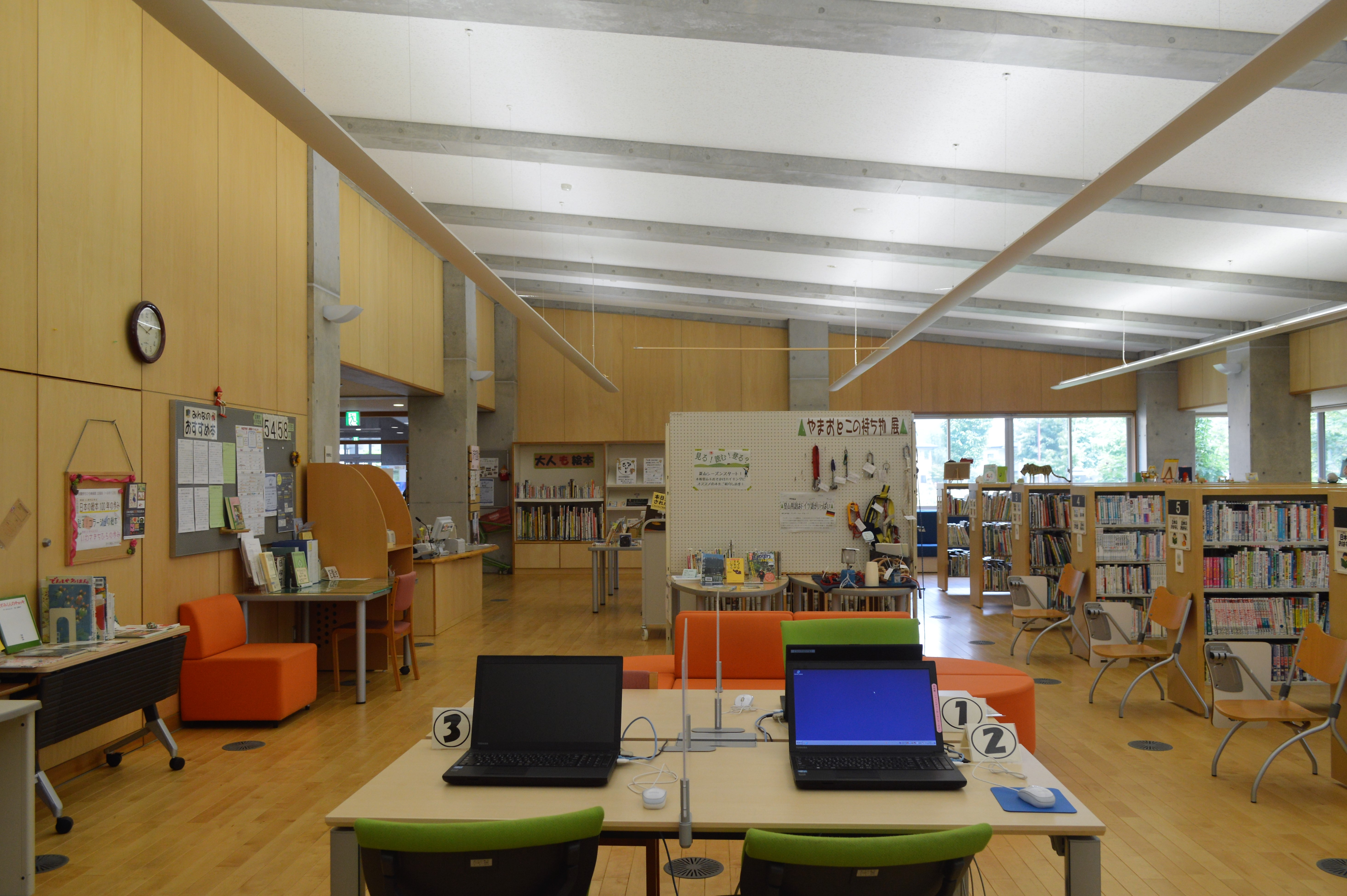
図書館東側
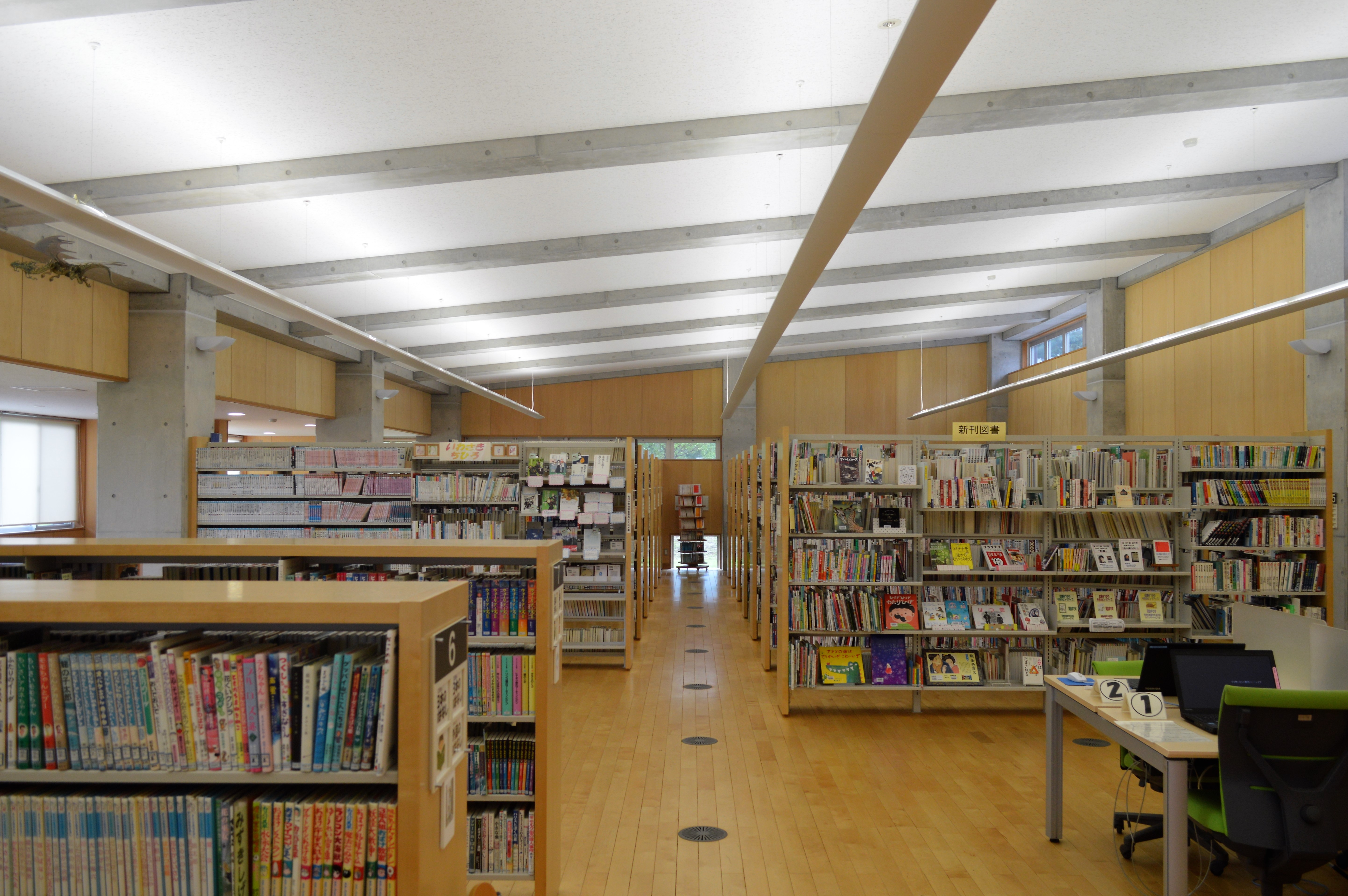
図書館西側